# سامان أقازماني
سامان أقازماني (بالفارسية: سامان آقازمانی)، (14 يناير 1989) هو لاعب كرة قدم إيراني سابق، لعب مع الأندية الايرانية كنادي ألمنيوم أراك ونادي برسبوليس.

## روابط خارجية
سامان أقازماني على موقع قاعدة بيانات كرة القدم.إي يو (الإنجليزية)
- سامان أقازماني على موقع Soccerway.com (الإنجليزية)